# Yaginumaella nobilis
Yaginumaella nobilis là một loài nhện trong họ Salticidae. Loài này được phát hiện ở Bhutan.